# نیمکره‌برداری
نیمکره‌برداری یا همیسفرکتومی (به انگلیسی: Hemispherectomy) یک عمل جراحی بسیار نادر مغزی است که در آن یک نیمکره مغز به حذف یا به صورت غیرفعال در می‌آید. این روش جراحی برای درمان بسیاری از اختلالات تشنجی که منبع صرع به قسمت بزرگی از نیمکره مغز مربوط است مورد استفاده قرار می‌گیرد.
این عمل صرفاً در موارد شدید که بیمار به درمان دارویی و دیگر اعمال جراحی که تهاجم به بافت کمتری دارند پاسخ نمی‌دهد مورد استفاده قرار می‌گیرد.
امروزه همیسفرکتومی به عنوان تهاجمی‌ترین عمل جراحی شناخته شده‌است البته نه خطرناک‌ترین آن‌ها.

## تاریخچه
همیسفرکتومی اولین بار در سال ۱۸۸۸ توسط فردریش گولتز (Friedrich Goltz) بر روی یک گربه به انجام رسید. اولین عمل بر روی انسان در سال ۱۹۲۳ توسط والتر دندی (Walter Dandy) برای یک گلیوبلاستوما مولتی فورم بود. در سال ۱۹۶۲ تا اوایل ۱۹۷۰ همیسفرکتومی شامل حذف نیمی از مخ بود. اما این روش عوارض جبران ناپذیری از جمله از دست دادن حس در یک سمت بدن و همچنین تجمع مایع مغزی-نخاعی داشت که سبب افزایش فشار داخل جمجمه یا هیدروسفالی می‌شد. این روش بر روی کودکان در ۱۹۸۰ توسط بن کارسون در بیمارستان جانز هاپکینز ابداع شد.
در بسیاری از مراکز این عمل به صورت همیسفرکتومی فانکشنال (عملکردی) که شامل حذف لوب تمپورال (گیجگاهی) است، انجام می‌شود.
در روش corpus callosotomy لوب پیشانی و پس سری از مغز جدا می‌شوند. در هر حال همیسفرکتومی آناتومیکال (حذف کامل یک لوب مخ) یک عمل قابل دوام است و احتمال بازگشت تشنج‌ها بعد از این عمل نسبت به همیسفرکتومی عملکردی کمتر است.

## اندیکاسیون‌ها
این روش به‌طور کلی برای بیماران مصروعی که به هیچ درمان دارویی پاسخ نشان نمی‌دهند و دچار تشنج‌های بسیار شدید و تکرار شونده می‌شوند، مورد استفاده قرار می‌گیرد.
این نوع از تشنج‌ها در کودکان خردسالی که دارای بیماری زمینه‌ای مثل آنسفالیت راسموسن یا سندرم استورج وبر رخ می‌دهد که منجر به آسیب نیمکره می‌شود.

## بیهوشی
در این عمل جراحی از بیهوشی عمومی یا بیهوشی موضعی استفاده می‌شود. در موارد بیهوشی عمومی بیمار باید برای چند روز قبل از عمل به صورت NPO باشد.

## تکنیک جراحی
قبل از عمل جراحی به وسیله تصویر ام آر آی (MRI) محل دقیق عمل جراحی توسط جراح مغز و اعصاب تعیین می‌شود. در حین بیهوشی داروهای آنتی‌بیوتیک به صورت داخل وریدی تزریق می‌شود. سپس سر بیمار توسط سه گیره در جای مخصوص به خود ثابت می‌شود. برای بهبود محل برش پوست سر علامت گذاری می‌شود.
پس از علامت گذاری پوست و درپ ناحیه عمل، برش پوست انجام می‌شود. پس از برش استخوان جمجمه زیر میکروسکوپ بافت مغز حذف خواهد شد.
تکنیک‌های کنونی جراحی مستلزم قطع اتصالات فیبر ماده سفید از کل قشر، نیمکره مخالف و اتصال آن‌ها به ساختارهای عمیق مغزی است و پیشگیری از آسیب به سایر بافت مغز و ساختارها و عروق حمایتی آن.

## خطرات و عوارض
به‌طور طبیعی هر عمل جراحی عوارض مربوط به خود دارد.
- به گفته بسیاری از کارشناسان تقریباً تمام بیماران بعد از این عمل دچار فلج و بی‌حسی در یک سمت بدن با حذف نیمکره مخ خواهند شد. همچنین در راه رفتن و استفاده از ابزار  دست‌های آن‌ها محدود خواهند شد. تاری دید و عقب ماندگی از دیگر عوارض این عمل جراحی هستند.

عوارض جانبی کوتاه مدت شامل خستگی زودرس، ضعف، افسردگی، مشکلات گفتاری است.
از خطرات این عمل جراحی می‌توان به موارد زیر اشاره کرد:
- خونریزی و تورم که می‌تواند در طول یا بعد از عمل جراحی رخ دهد.
- اگر عمل جراحی بر روی لوب اشتباهی انجام شود، نیمه باقی مانده می‌تواند باعث آسیب در بیمار شود.[۵]